# Casa de Caballeros y Oficios
La Casa de Caballeros y Oficios es un edificio de la ciudad española de Aranjuez, en la Comunidad de Madrid. El inmueble, cuya construcción fue finalizada bajo el reinado de Carlos III, está situado junto al Palacio Real de Aranjuez.

## Descripción

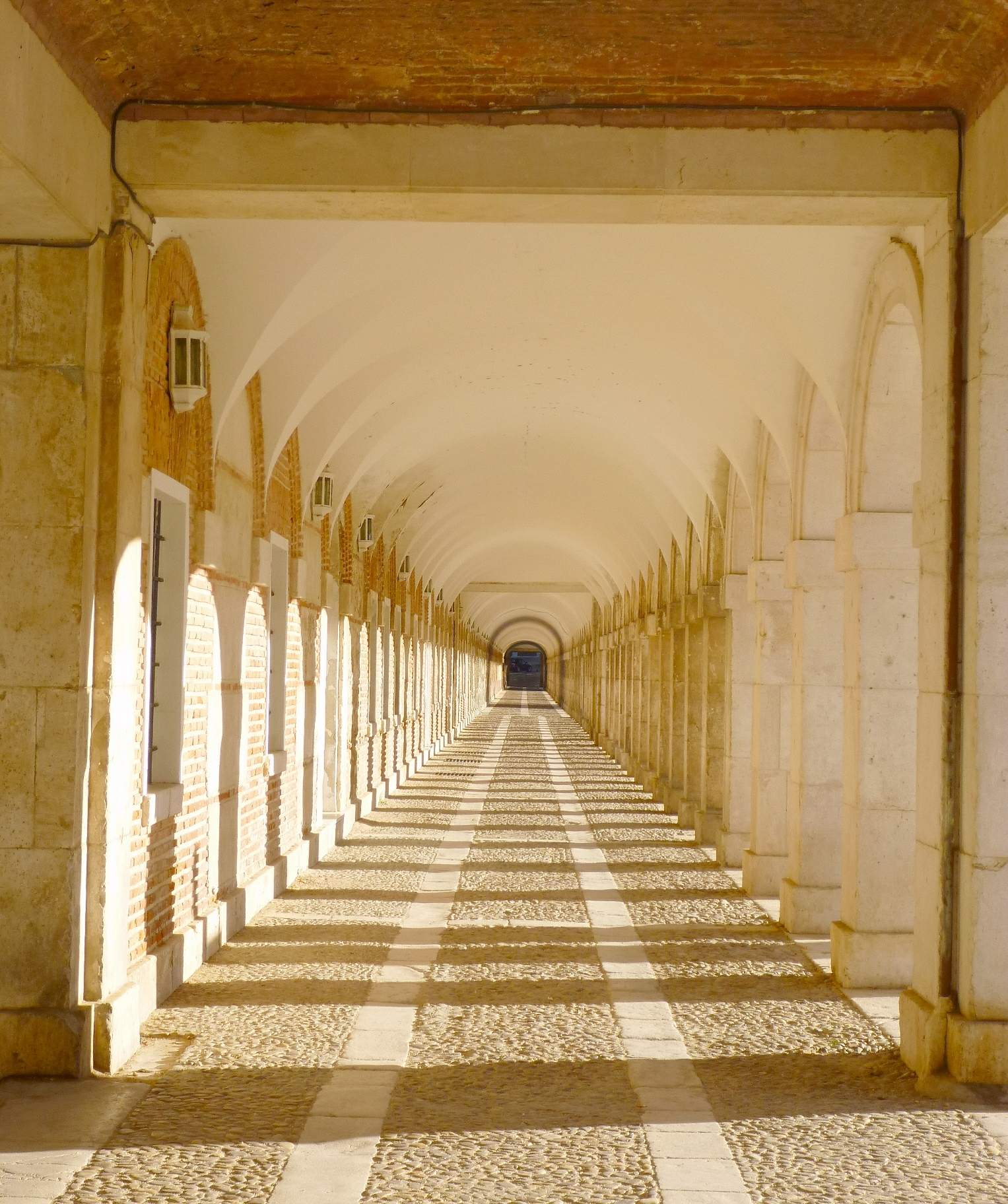
Corredor porticado

Su construcción se inició en el siglo XVI estando las primeras trazas atribuidas a Juan Bautista de Toledo y, más tarde, Juan de Herrera, Aunque durante el siglo XVII se aminoró el ritmo de las obras, en el XVIII se daría el impulso definitivo, tomando hacia la década de 1730 la dirección de las obras el maestro italiano Santiago Bonavía. Sin embargo, la construcción del conjunto formado por la Casa de Oficios y el Cuarto de Caballeros sería culminada por el maestro francés Jaime Marquet hacia 1762 o 1767, bajo el reinado de Carlos III.
La función del edificio era albergar el séquito de la corte y sus ministerios y está unida al Palacio Real mediante un brazo porticado. De los dos patios que estructuran el edificio, el de menor tamaño es el de Oficios, situado al norte del conjunto.
Se le concedió la categoría de «Monumento Histórico-Artístico» el 3 de junio de 1931, siendo publicada la declaración el día 4 de ese mismo mes en la Gaceta de Madrid. En la actualidad cuenta con el estatus de Bien de Interés Cultural y está incluido dentro del perímetro del Paisaje cultural de Aranjuez, declarado Patrimonio de la Humanidad.

## Bibliografía

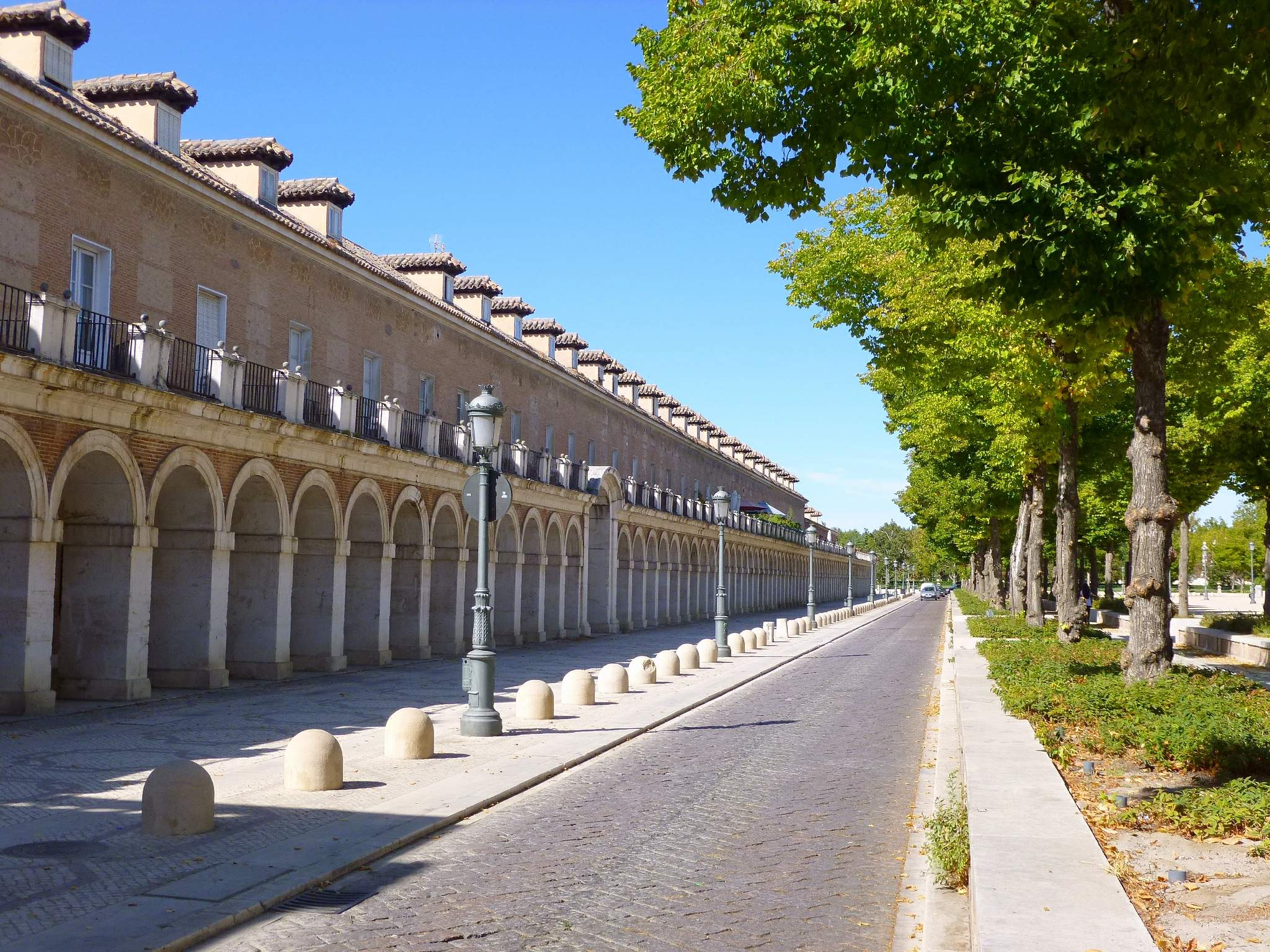
Paseo y arboleda junto al edificio